# Stenolejeunea thallophora
Stenolejeunea thallophora är en bladmossart som först beskrevs av Eifrig, och fick sitt nu gällande namn av Rudolf Mathias Schuster. Stenolejeunea thallophora ingår i släktet Stenolejeunea och familjen Lejeuneaceae. Inga underarter finns listade i Catalogue of Life.